# テイムラズ・シャラシェニゼ (外交官)
テイムラズ・シャラシェニゼ（グルジア語: თეიმურაზ შარაშენიძე、グルジア語ラテン翻字: Teimuraz Sharashenidze、1952年1月2日 – ）は、ジョージアの医師、外交官。駐ブルガリア大使（2004年–2008年）、駐アゼルバイジャン大使（2009年–2011年）、駐ウクライナ大使（2019年–）、GUAM常任代表（2019年–）を歴任。

## 経歴
1952年にジョージアのトビリシで誕生。1975年にトビリシ国立医科大学を卒業。1979年、ルスタヴィ市医師会に医師として入り、後に副医師長、医師長へと昇任。1987年から1991年までジョージア保健省で局長。続いてジョージア内閣府の社会問題局で副局長（1991年–1992年）、局長（1992年–1996年）。
1996年以降は外交官となり、トルコの在アンカラ大使館で一等書記官として領事業務に従事（1996年–1998年）。続いて駐イスタンブル総領事（1996年–2004年）、駐ブルガリア総領事（2001年–2004年）、駐ブルガリア特命全権大使（2004年–2008年）、無任所大使（2008年–2009年）、駐イスタンブル総領事（2009年10月1日–2011年1月1日）、駐アゼルバイジャン特命全権大使（2011年1月17日–2018年）、無任所大使（2018年–2019年9月16日）を歴任。
2019年に駐ウクライナ特命全権大使として指名を受け、9月18日に信任状の写しをウクライナのヴァシリー・ミロノヴィチ外務副大臣に提出。そして11月7日、信任状をウクライナのウォロディミル・ゼレンスキー大統領に奉呈した。GUAM常任代表（2019年–）も兼任。
ロシア語、英語、トルコ語、ブルガリア語に堪能。